# Kastanjeskuldrad flamrygg
Kastanjeskuldrad flamrygg (Euchrepomis humeralis) är en fågel i familjen myrfåglar inom ordningen tättingar.

## Utseende och läte
Kastanjeskuldrad flamrygg är en liten myrfågel med grått huvud, vingband och gulaktig undersida. Hanen har ett tunt svart ögonstreck och svart hjässa. På skuldra och rygg syns rödaktiga fläckar. Sången består av en accelererande serie med tunna och ljusa toner.

## Utbredning och systematik
Fågeln förekommer från östra Ecuador till nordvästra Bolivia och sydvästra Amazonområdet i Brasilien. Den behandlas som monotypisk, det vill säga att den inte delas in i några underarter.

## Levnadssätt
Kastanjeskuldrad flamrygg hittas i skogar där den olikt många andra myrfåglar håller sig i trädtaket. Den slår ofta följe med artblandade kringvandrande flockar, där den skiljer sig från vireor och tangaror genom trögare rörelser.

## Status och hot
Arten har ett stort utbredningsområde, men tros minska i antal, dock inte tillräckligt kraftigt för att den ska betraktas som hotad. Internationella naturvårdsunionen IUCN listar arten som livskraftig (LC).